# Felix Lee
Felix Yongbok Lee (Hangul:필릭스 용복 리), tên tiếng Hàn là Lee Yong-bok (Hangul: 이용복, Hanja: 李龍馥, sinh ngày 15 tháng 9 năm 2000), thường được biết đến với nghệ danh Felix. Anh là một nam ca sĩ, nhạc sĩ, rapper, vũ công, người mẫu, MC người Úc gốc Hàn. Anh đảm nhiệm vị trí nhảy phụ, rap phụ và hát dẫn của nhóm nhạc nam Stray Kids do công ty JYP Entertainment thành lập và quản lý. Anh đặc biệt có chất giọng cực kỳ trầm ấm, đó là điểm mạnh cực thu hút. Felix đã từng có màn hóa thân thành Deadpool ấn tượng và được chính thần tượng của anh là Ryan Reynolds gửi lời khen.

## Cuộc đời và sự nghiệp
Felix sinh ngày 15 tháng 9 năm 2000 tại Sydney, Úc. Cậu là con thứ hai trong gia đình gồm bố mẹ, một chị gái (1998) và một em gái (2004). Yong-bok là tên tiếng Hàn do ông nội của anh đặt. Felix từng theo học tại trường tư thục công giáo, nam nữ đồng giáo St Patrick's Marist College ở Sydney, New South Wales, Úc từ năm 16 tuổi. Năm 2017, anh nhận được lời đề nghị tham gia buổi thử giọng thông qua tin nhắn của một nhân viên trực thuộc JYP Entertainment. Felix sau đó trở thành thực tập sinh của công ty vào ngày 24 tháng 2 năm 2017 và trainee trong vòng hơn 1 năm trước khi ra mắt cùng với Stray Kids.

### Trước khi ra mắt
Khi còn là thực tập sinh, Felix đã xuất hiện trong chương trình thực tế "Stray Kids" cùng với các thành viên Stray Kids. Đến tập 8, Felix đã trở thành thí sinh thứ 2 bị loại ở chương trình vì khả năng tiếng Hàn của Felix còn hạn chế. Nhưng cuối cùng, Park Jin-young (chủ tịch của JYP Entertainment) đã quyết định đưa Felix trở lại vào tập 9 và vào đội hình ra mắt của Stray Kids.

### 2018: Ra mắt với tư cách là thành viênStray Kids
Felix đã ra mắt cùng Stray Kids trong album đầu tiên của họ 'I AM NOT'  và đĩa đơn đầu tiên của nhóm 'District 9'.

### 2023: Mở tài khoản Instagram cá nhân và trở thành đại sứ thương hiệu củaLouis Vuitton
Ngày 2 tháng 8, Felix chính thức mở tài khoản Instagram cá nhân với cái tên là yong.lixx. Chỉ sau 1 tiếng 36 phút, tài khoản chính thức đạt 1 triệu lượt theo dõi, giúp Felix trở thành idol K-pop gen4 có thời gian đạt 1 triệu lượt follow nhanh nhất trong lịch sử. Chỉ sau gần 5 ngày, tài khoản chính thức đạt 5 triệu lượt theo dõi. Felix cũng là idol Kpop sở hữu tài khoản instagram cá nhân có nhiều lượng người theo dõi nhất gen4 hiện nay.
Hồi tháng 4 năm 2023, Felix "chào sân" khi được mời dự ở hàng ghế đầu của show Louis Vuitton Pre-Fall 2023 tại Seoul, Hàn Quốc.
Một tháng sau, Felix được mời đến tham dự show Louis Vuitton Cruise 2024 ở Ý. Cậu trở thành nghệ sĩ Hàn Quốc duy nhất có mặt tại sự kiện ra mắt BST Cruise 2024 của Louis Vuitton. Từ lúc này, người hâm mộ của Stray Kids bắt đầu nghi vấn rằng nam thần tượng đang bắt tay với nhà mốt Pháp, nhưng thông tin này vẫn chưa được xác thực.
Khi Stray Kids tham dự lễ hội âm nhạc Lollapalooza Paris 2023 hay tại concert 5-STAR Dome Tour của nhóm, Felix đã liên tục diện các thiết kế của Louis Vuitton. Điều này khiến các fan của Stray Kids ngày một tin tưởng hơn vào sự hợp tác của Felix và nhà mốt này trong tương lai.
Và rồi, điều đó đã trở thành sự thật. Ngày 22 tháng 8, Louis Vuitton chính thức công bố, Felix trở thành đại sứ thương hiệu của nhà mốt.
Ông Nicolas Ghesquière - giám đốc sáng tạo của Louis Vuitton cho biết:
"Tôi rất vui mừng khi Felix gia nhập Louis Vuitton. Tôi đã gặp anh ấy khi tôi giới thiệu Bộ sưu tập Pre-Fall 2023 của mình ở Seoul và nó ngay lập tức gây ấn tượng giữa chúng tôi. Anh ấy thực sự tài năng - tôi yêu năng lượng, cá tính độc đáo và phong cách táo bạo của anh ấy."
Điểm đặc biệt nằm ở chỗ, Felix được công bố là đại sứ thương hiệu của hãng nhưng lại là mảng thời trang nữ. Điều này khẳng định rằng, Louis Vuitton đang nhấn mạnh xu hướng phi giới tính trong thời trang, nét đa dạng trong cách diện trang phục của nhà mốt xa xỉ đến từ Pháp.

### 2024: Trở thành model trên sàn diễn
Ngày 5 tháng 3 năm 2024, Felix đã ra mắt với tư cách là người mẫu trên sàn diễn tại show thời trang Louis Vuitton's Paris Fashion Week Women F/W 24 của nhà mốt Louis Vuitton. Nam idol cũng đã trở thành nghệ sĩ gen4 Kpop đầu tiên bước đi với tư cách là người mẫu trên sàn diễn.

## Phong cách nghệ thuật
Felix nổi tiếng với chất giọng trầm cực kì đặc biệt, được xem là một trong những điểm đặc biệt của phong cách nhóm.

## Hoạt động cá nhân

#### Vlog
| Phát hành  | Tiêu đề                                                     | Ghi chú                       |
| ---------- | ----------------------------------------------------------- | ----------------------------- |
| 04/08/2020 | [SKZ VLOG] Felix: Sunshine Vlog                             | Có sự xuất hiện của Bang Chan |
| 12/11/2020 | [SKZ VLOG] Felix : Sunshine Vlog 2                          | [ 15 ]                        |
| 28/08/2021 | [SKZ VLOG] Felix : Sunshine Vlog 3 (ft. 짱비니 형)          | Với Changbin                  |
| 20/10/2021 | [SKZ VLOG] Felix : Sunshine Vlog 4                          | [ 17 ]                        |
| 24/01/2022 | [2 Kids Room] Ep.01 Hyunjin X Felix                         | Với Hyunjin                   |
| 28/02/2022 | [2 Kids Room] Ep.06 Felix X Seungmin                        | Với Seungmin                  |
| 21/03/2022 | [2 Kids Room] Ep.09 Changbin X Felix                        | Với Changbin                  |
| 02/05/2022 | [2 Kids Room] Ep.15 Felix X I.N                             | Với I.N                       |
| 30/05/2022 | [2 Kids Room] Ep.19 Bang Chan X Felix                       | Với Bang Chan                 |
| 04/07/2022 | [2 Kids Room] Ep.24 HAN X Felix                             | Với HAN                       |
| 31/07/2022 | [2 Kids Room] Ep.28 Lee Know X Felix                        | Với Lee Know                  |
| 15/09/2022 | [SKZ VLOG] Felix : Sunshine mini Vlog                       | [ 25 ]                        |
| 15/09/2022 | [SKZ VLOG] Lee Know & Felix : 냥냥 Vlog                     | Với Lee Know, ở Nhật Bản      |
| 01/12/2022 | [SKZ VLOG] Felix : Sunshine Vlog 5 in Australia             | Ở Úc                          |
| 03/03/2023 | [RACHA LOG] Ep.01 복승아 : Felix X Seungmin X I.N           | Với Seungmin, I.N             |
| 15/04/2023 | [SKZ VLOG] Felix : Sunshine Vlog 6 in Tokyo                 | Ở Tokyo, Nhật Bản             |
| 27/05/2023 | [RACHA VLOG] Ep.03 꿀냥냥 : Lee Know X Changbin X Felix     | Với Lee Know, Changbin        |
| 15/07/2023 | [SKZ VLOG] Felix : Sunshine Vlog 7 in Japan                 | Ở Nhật Bản                    |
| 19/09/2023 | [SKZ VLOG] Felix : Sunshine Vlog 8 in Italy                 | Ở Ý                           |
| 05/01/2024 | [RACHA LOG] Ep.08 공공즈 : Hyunjin X HAN X Felix X Seungmin | Với Hyunjin, HAN, Seungmin    |
| 02/02/2024 | [RACHA LOG] Ep.09 뽀짝만두 : Hyunjin X Felix X I.N          | Với Hyunjin, I.N              |

#### Bài hát
| Phát hành  | Tiêu đề                                                                                  | Ghi chú                                               |
| ---------- | ---------------------------------------------------------------------------------------- | ----------------------------------------------------- |
| 14/09/2020 | Wow (Lee Know, Hyunjin, Felix)                                                           | Với Lee Know, Hyunjin                                 |
| 14/03/2021 | Changbin, Felix "좋으니까" \| [Stray Kids : SKZ-RECORD]                                  | Với Changbin                                          |
| 18/06/2021 | Bang Chan, Changbin, Felix, Seungmin "오늘 밤 나는 불을 켜" \| [Stray Kids : SKZ-PLAYER] | Với Bang Chan, Changbin, Seungmin                     |
| 15/09/2021 | Stray Kids "Surfin' (리노, 창빈, 필릭스)(Surfin' (Lee Know, Changbin, Felix))" Video     | Với Lee Know, Changbin                                |
| 21/12/2021 | Deep end (필릭스) Deep end (Felix)                                                       | [ 39 ]                                                |
| 18/03/2022 | Muddy Water (창빈, 현진, 한, 필릭스) Muddy Water (Changbin, Hyunjin, HAN, Felix)         | Với Changbin, Hyunjin, HAN                            |
| 24/06/2022 | NO PROBLEM (Feat. Felix of Stray Kids)                                                   | Bài hát của Nayeon (TWICE), có sự xuất hiện của Felix |
| 07/10/2022 | TASTE (리노, 현진, 필릭스) TASTE (Lee Know, Hyunjin, Felix)                              | Với Lee Know, Hyunjin                                 |
| 27/03/2023 | Changbin, Felix, Seungmin "비바람(Snain)" \| [Stray Kids : SKZ-RECORD]                   | Với Changbin, Seungmin                                |

## Người mẫu tạp chí
| Năm  | Tạp chí            | Số phát hành    | Ghi chú                     |
| ---- | ------------------ | --------------- | --------------------------- |
| 2018 | The Star           | Tháng 5         | Với Stray Kids              |
| 2018 | 10+ STAR Korea     | Tháng 5         | Với Stray Kids              |
| 2018 | Nylon Korea        | Tháng 10        | Với Stray Kids              |
| 2018 | Dazed Korea        | Tháng 11        | Với Stray Kids              |
| 2019 | Dazed Korea        | Tháng 2         | Với Stray Kids              |
| 2019 | Marie Claire Korea | Tháng 4         | Với Stray Kids              |
| 2019 | 1st Look           | Tháng 5         | Với Stray Kids              |
| 2019 | Dazed Korea        | Tháng 8         | Với Stray Kids              |
| 2020 | Marie Claire Korea | Tháng 1         | Với I.N                     |
| 2020 | Nylon guys Japan   | Tháng 2         | Với Stray Kids              |
| 2020 | Star1 x MISSHA     | Tháng 2         | Với Hyunjin                 |
| 2020 | SHEL'TTER Japan    | Tháng 3         | Với Stray Kids              |
| 2020 | JJ Japan           | Tháng 4         | Với Stray Kids              |
| 2020 | RAY Japan          | Tháng 5         | Với Stray Kids              |
| 2020 | Barfout! Japan     | Tháng 6/Vol.297 | Với Stray Kids              |
| 2020 | Singles Korea      | Tháng 9         | Với Stray Kids              |
| 2020 | Vogue Korea        | Tháng 10        | Với Stray Kids              |
| 2020 | CUT Japan          | Tháng 11        | Với Stray Kids              |
| 2020 | Mini Japan         | Tháng 12        | Với Stray Kids              |
| 2020 | CanCam Japan       | Tháng 12        | Với Stray Kids              |
| 2020 | Nikkei Japan       | Tháng 12        | Với Stray Kids              |
| 2020 | Dazed Korea        | Tháng 12        | Với Hyunjin                 |
| 2021 | ELLE Korea         | Tháng 1         | Với Bang Chan, Han, Hyunjin |
| 2021 | Arena Homme+ Korea | Tháng 2         | Với Hyunjin                 |
| 2021 | 1st Look           | Tháng 5         | Với Stray Kids              |
| 2021 | W Korea            | Tháng 7         | Với Stray Kids              |
| 2021 | GQ Korea           | Tháng 8         | Solo                        |
| 2021 | Star1              | Tháng 11        | Solo                        |
| 2022 | Singles            | Tháng 2         | Solo                        |
| 2023 | BEAUTY+            | Tháng 2         | Solo                        |
| 2023 | ELLE Korea         | Tháng 5         | Solo                        |
| 2023 | W Korea            | Tháng 7         | Solo                        |